# Manilkara frondosa
Manilkara frondosa är en tvåhjärtbladig växtart som först beskrevs av William Philip Hiern, och fick sitt nu gällande namn av Herman Johannes Lam. Manilkara frondosa ingår i släktet Manilkara och familjen Sapotaceae.
Artens utbredningsområde är Angola. Inga underarter finns listade i Catalogue of Life.